# Ibarra / Atahualpa
Ibarra / Atahualpa är en flygplats i Ecuador. Den ligger i den centrala delen av landet, 80 km nordost om huvudstaden Quito. Ibarra / Atahualpa ligger 2 226 meter över havet.
Terrängen runt Ibarra / Atahualpa är varierad. Runt Ibarra / Atahualpa är det ganska glesbefolkat, med 38 invånare per kvadratkilometer. Närmaste större samhälle är Ibarra, 2,1 km nordost om Ibarra / Atahualpa. I omgivningarna runt Ibarra / Atahualpa växer i huvudsak städsegrön lövskog.